# Майдерихский шлюз

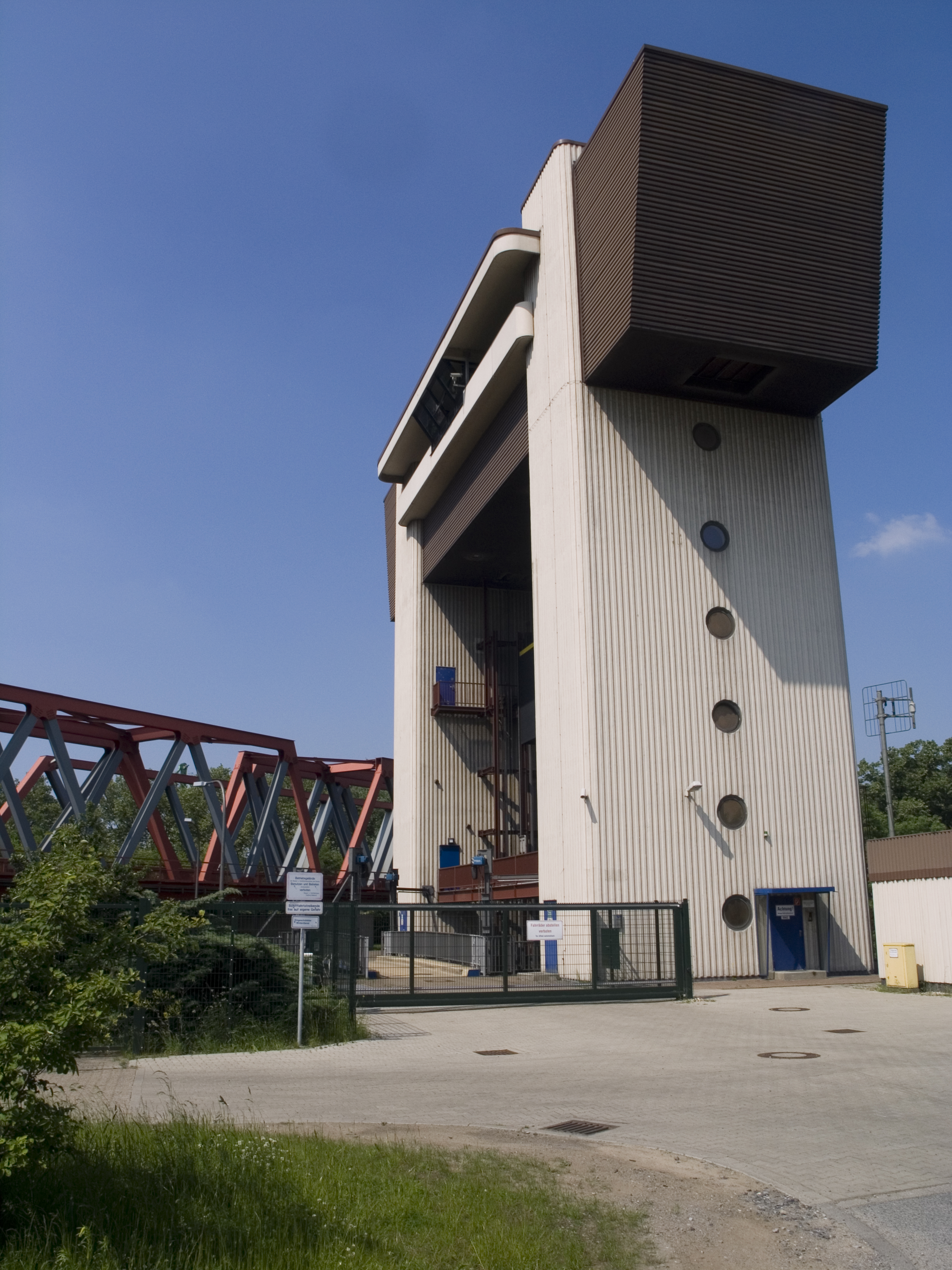
Нижние ворота шлюза

Майдерихский шлюз (нем. Schleuse Meiderich) — первый из пяти шлюзов на канале Рейн-Херне на отметке 820 м от начала канала. Расположен в районе Майдерих (de:Meiderich) города Дуйсбург (Германия, федеральная земля Северный Рейн — Вестфалия).

## Описание

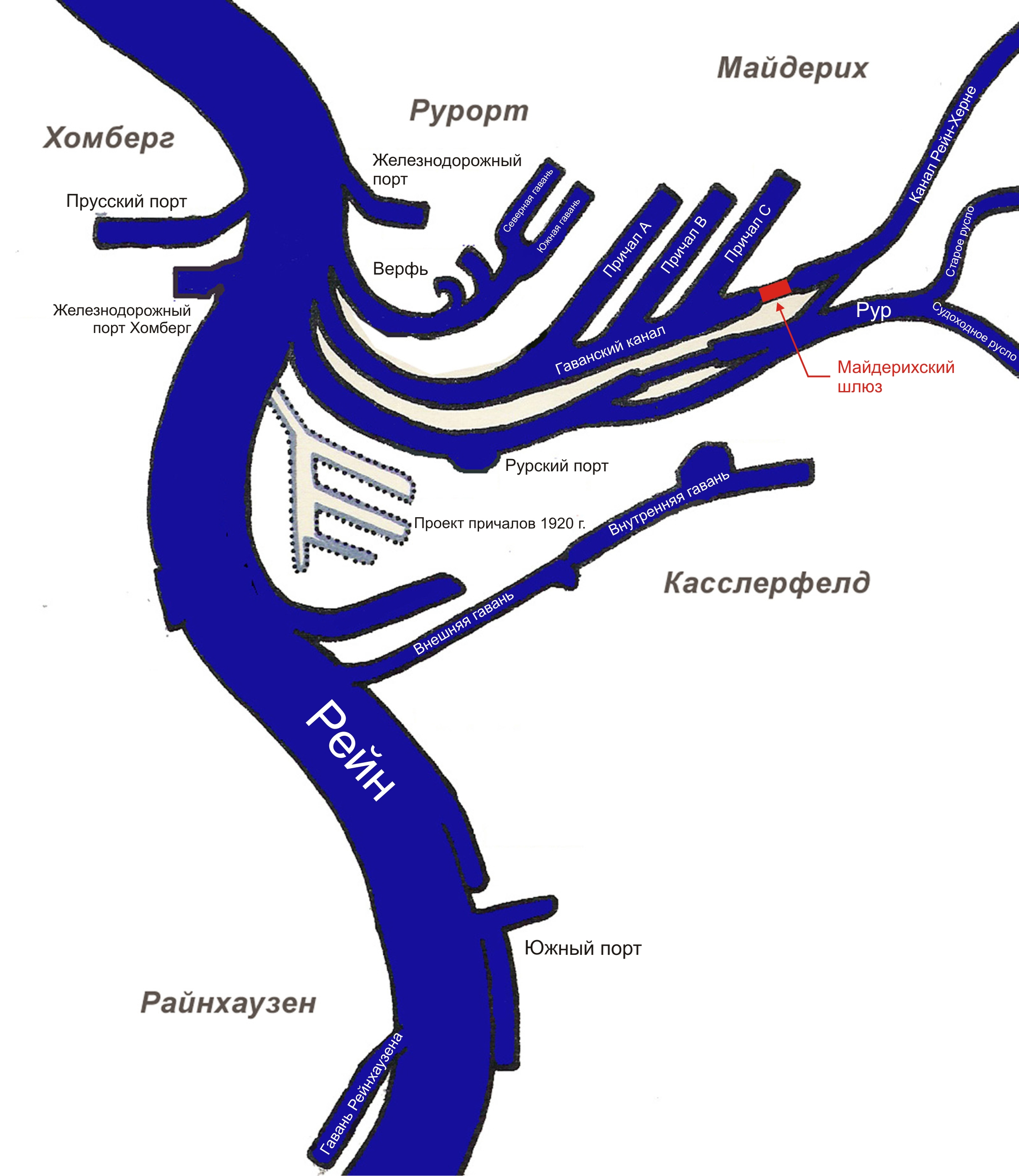
Майдерихский шлюз на схеме водных путей Дуйсбургского порта

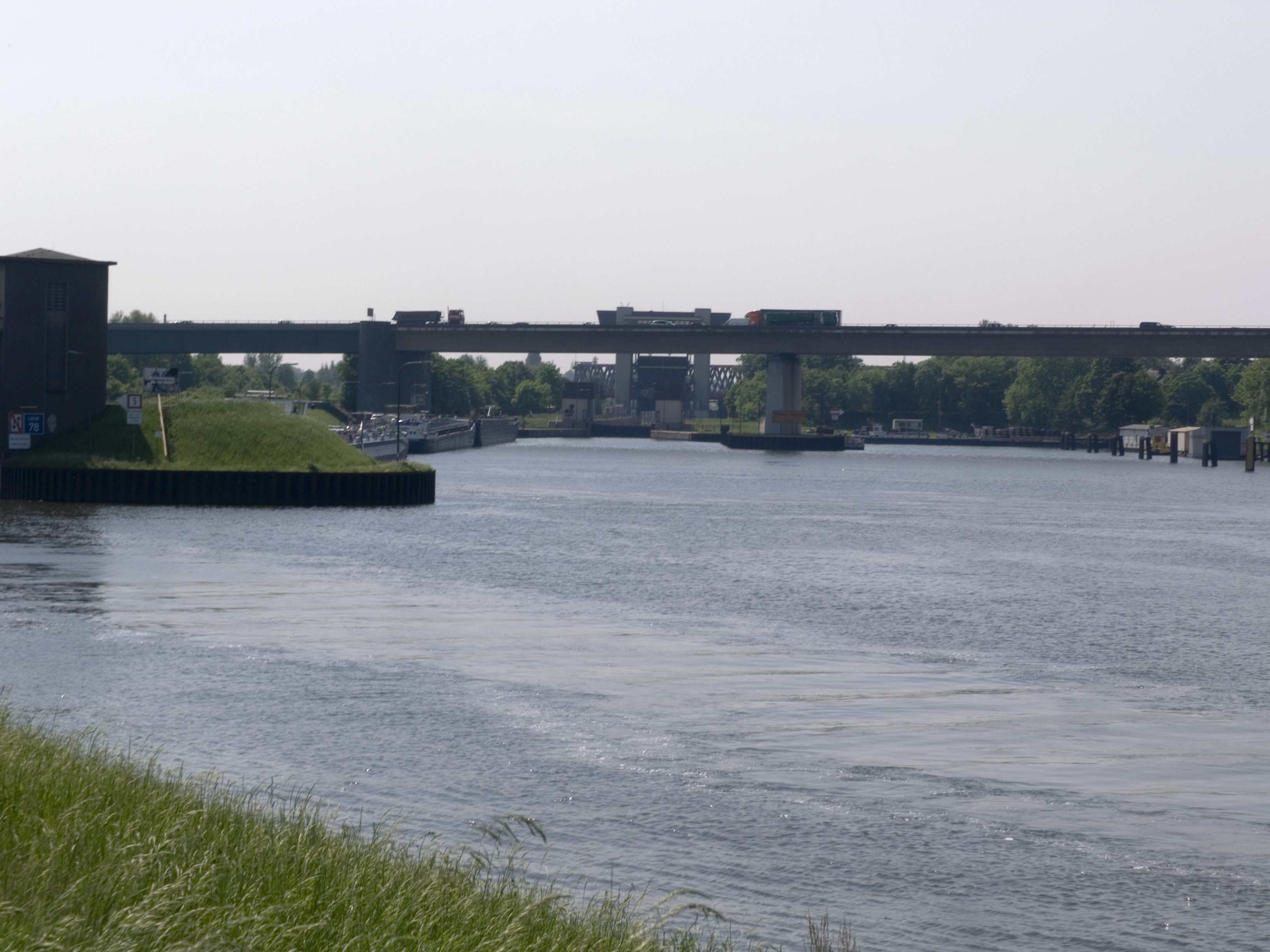
Панорама Майдерихского шлюза (на переднем плане Берлинский мост)

Шлюз расположен в самом начале канала Рейн-Херне у его соединения с Гаванским каналом Дуйсбургского речного порта. Высокая башня подъёмных нижних ворот шлюза является одним из главных ориентиров порта.

Шлюз также выполняет функции сброса лишней воды при повышении общего уровня воды в Рейне.

Майдерихский шлюз — это тематический пункт регионального проекта «Путь индустриальной культуры» Рурского региона.

## История
Первый шлюз в Майдерихе был открыт в 1914 году при строительстве канала Рейн-Херне. Строительство нового Майдерихского шлюза было начато в 1978 году в рамках общего объёма работ по расширению канала. В эксплуатацию он был запущен в 1980 году.

## Технические характеристики[1]
- Количество шлюзовых камер — 1
- Длина — 190 м
- Ширина — 11,89 м
- Перепад высот — 7,35 м
- Высота верхнего бьефа над уровнем моря — 25 м
- Тип нижних ворот — подъёмные
- Тип верхних ворот — раздвижные